# Doctor Who (8.ª temporada clássica)
A oitava temporada clássica da série de televisão britânica de ficção científica Doctor Who estreou em 2 de janeiro de 1971 com o serial Terror of the Autons e terminou em 19 de junho de 1971 com The Dæmons. É estrelada por Jon Pertwee como o Terceiro Doutor, Katy Manning como Jo Grant e Nicholas Courtney como o Brigadeiro Lethbridge-Stewart.

## Elenco

### Principal
- Jon Pertwee como o Terceiro Doutor
- Katy Manning como Jo Grant

### Recorrente
- Nicholas Courtney como Brigadeiro Lethbridge-Stewart
- John Levene como Sargento Benton
- Richard Franklin como Mike Yates
- Roger Delgado como O Mestre

## Seriais
A temporada marca a primeira aparição do Mestre, que passa a fazer aparições adicionais durante a temporada em todas os seriais como o principal antagonista,que é finalmente capturado no final da temporada. Colony in Space foi o primeiro serial situado fora da Terra desde The War Games no final da 6.ª temporada, e surgiu como resultado do sentimento do produtor Barry Letts de que as histórias do exílio do Doutor na Terra eram muito limitantes em termos de potencial de enredo.
| História | Serial | Título                                        | Dirigido por      | Escrito por                               | Exibição original | Cód. de produção | Audiência no Reino Unido (milhões) | AI |
| --- | ------ | --------------------------------------------- | ----------------- | ----------------------------------------- | --- | ---------------- | ---------------------------------- | -- |
| 55 | 1      | Terror of the Autons O Terror dos Autons (BR) | Barry Letts       | Robert Holmes                             | 2 de janeiro de 19719 de janeiro de 197116 de janeiro de 197123 de janeiro de 1971                                                 | EEE              | 7,38,08,18,4                       | —  |
| O Mestre chega na Terra e faz uma aliança com os Autons para conquistar o planeta.                                                           |        |                                               |                   |                                           | |                  |                                    |    |
| 56 | 2      | The Mind of Evil                              | Timothy Combe     | Don Houghton                              | 30 de janeiro de 19716 de fevereiro de 197113 de fevereiro de 197120 de fevereiro de 197127 de fevereiro de 19716 de março de 1971 | FFF              | 6,18,87,57,47,67,3                 | —  |
| O Mestre cria a Keller Machine, um dispositivo que parece reabilitar prisioneiros, mas mata-os.                                              |        |                                               |                   |                                           | |                  |                                    |    |
| 57 | 3      | The Claws of Axos                             | Michael Ferguson  | Bob Baker e Dave Martin                   | 13 de março de 197120 de março de 197127 de março de 19713 de abril de 1971                                                        | GGG              | 7,38,06,47,8                       | —  |
| Os Axônios pousam na Terra supostamente em paz, oferecendo até mesmo uma nova fonte de energia. No entanto, esse não é o seu propósito real. |        |                                               |                   |                                           | |                  |                                    |    |
| 58 | 4      | Colony in Space                               | Michael E. Briant | Malcolm Hulke                             | 10 de abril de 197117 de abril de 197124 de abril de 19711 de maio de 19718 de maio de 197115 de maio de 1971                      | HHH              | 7,68,59,58,18,88,7                 | —  |
| Na colônia humana Uxarieus, as plantações dos colonos estão falhando e um réptil gigante parece estar matando-os.                            |        |                                               |                   |                                           | |                  |                                    |    |
| 59 | 5      | The Dæmons                                    | Christopher Barry | Guy Leopold (Robert Sloman e Barry Letts) | 22 de maio de 197129 de maio de 19715 de junho de 197112 de junho de 197119 de junho de 1971                                       | JJJ              | 9,28,08,18,3                       | —  |
| O Mestre desperta o demoníaco Azal de sua nave espacial sob um túmulo da Idade do Bronze.                                                    |        |                                               |                   |                                           | |                  |                                    |    |

## Lançamentos em DVD
| História | Número e duração dos episódios | Data de lançamento na Região 2 | Data de lançamento na Região 4 | Data de lançamento na Região 1 |
| --- | ------------------------------ | ------------------------------ | ------------------------------ | ------------------------------ |
| Terror of the Autons Apenas disponível como parte da caixa Mannequin Mania, localizada nas Regiões 2 e 4. Apenas disponível individualmente na Região 1. | 4 × 25 min.                    | 9 de maio de 2011              | 2 de junho de 2011             | 10 de maio de 2011             |
| Terror of the Autons – Doctor Who DVD Files nº 101 | 4 × 25 min.                    | 14 de novembro de 2012         | 14 de novembro de 2012         | N/A                            |
| The Mind of Evil | 6 × 25 min.                    | 3 de junho de 2013             | 5 de junho de 2013             | 11 de junho de 2013            |
| The Claws of Axos | 4 × 25 min.                    | 25 de abril de 2005            | 2 de junho de 2005             | 8 de novembro de 2005          |
| The Claws of Axos – Special Edition | 4 x 25 min.                    | 22 de outubro de 2012          | 7 de novembro de 2012          | 13 de novembro de 2012         |
| The Claws of Axos – Doctor Who DVD Files nº 97 | 4 × 25 min.                    | 19 de setembro de 2012         | 19 de setembro de 2012         | N/A                            |
| Colony in Space | 6 × 25 min.                    | 3 de outubro de 2011           | 1 de dezembro de 2011          | 8 de novembro de 2011          |
| The Dæmons | 5 × 25 min.                    | 19 de março de 2012            | 19 de abril de 2012            | 10 de abril de 2012            |

## Romantizações
| História             | Título do romance                       | Autor          | Publicação            |
| -------------------- | --------------------------------------- | -------------- | --------------------- |
| Terror of the Autons | Doctor Who and the Terror of the Autons | Terrance Dicks | 15 de maio de 1975    |
| The Mind of Evil     | The Mind of Evil                        | Terrance Dicks | 21 de março de 1985   |
| The Claws of Axos    | Doctor Who and the Claws of Axos        | Terrance Dicks | 21 de abril de 1977   |
| Colony in Space      | Doctor Who and the Doomsday Weapon      | Malcolm Hulke  | 27 de março de 1974   |
| The Dæmons           | Doctor Who and the Dæmons               | Barry Letts    | 17 de outubro de 1974 |